# Gare de Rivesaltes
Gare de Rivesaltes vasútállomás Franciaországban, Rivesaltes településen.

## Vasútvonalak
Az állomást az alábbi vasútvonalak érintik:
- Narbonne–Portbou-vasútvonal
- Carcassonne-Rivesaltes-vasútvonal

## Kapcsolódó állomások
A vasútállomáshoz az alábbi állomások vannak a legközelebb:
- Gare de Salses
- Gare de Perpignan
- Espirà de l'Aglí station